# 나댜 베네르
나댜 베네르(덴마크어: Nadja Bender, 1990년 6월 3일 ~ )는 덴마크의 모델이다.